# Bisbe cuallarg
El bisbe cuallarg o viuda cuallarga (Euplectes progne) és una espècie d'ocell de la família dels plocèids (Ploceidae) que habita praderies a Kenya, Angola, sud de la República Democràtica del Congo, Zàmbia, Botswana i est de Sud-àfrica.